# Astyanax leonidas
Astyanax leonidas är en fiskart som beskrevs av Azpelicueta, Casciotta och Almirón 2002. Astyanax leonidas ingår i släktet Astyanax och familjen Characidae. Inga underarter finns listade.